# Kløfta
Kløfta este o localitate din comuna Ullensaker, provincia Akershus, Norvegia, cu o suprafață de 3,54 km² și o populație de 7.170 locuitori (2013).